# Longueil-Sainte-Marie
Longueil-Sainte-Marie település Franciaországban, Oise megyében. Lakosainak száma 1952 fő (2022. január 1.). Longueil-Sainte-Marie Canly, Chevrières, Le Fayel, Houdancourt, Jonquières, Le Meux, Pontpoint, Rhuis, Rivecourt és Verberie községekkel határos.

## Népesség
A település népességének változása:
| Lakosok száma | 1904 | 1924 | 1956 | 1919 | 1923 | 2004 | 2000 | 2010 | 1952 |
|               | 2013 | 2015 | 2016 | 2017 | 2018 | 2019 | 2020 | 2021 | 2022 |